# کامپونگ آیر
کامپونگ آیِر (به انگلیسی: Kampong Ayer) یکی از روستاهای کشور سلطان نشین برونئی است. طبق سرشماری سال ۲۰۱۶ میلادی برونئی، جمعیت این دهکده ۱۰٫۲۵۰ نفر است. مساحت کامپونگ آیر نیز ۱۰ کیلومتر مربع (۳٫۹ مایل مربع) می‌باشد. این دهکده در نزدیکی بندر سری بگاوان واقع شده است.